# Mulungu do Morro
Mulungu do Morro är en kommun i Brasilien.   Den ligger i delstaten Bahia, i den östra delen av landet, 800 km nordost om huvudstaden Brasília. Antalet invånare är 12 270.
Omgivningarna runt Mulungu do Morro är huvudsakligen savann. Runt Mulungu do Morro är det ganska glesbefolkat, med 21 invånare per kvadratkilometer.